# Ride Your Wave
Ride Your Wave (きみと、波にのれたら, Kimi to, nami ni noretara) est un film japonais d'animation réalisé par Masaaki Yuasa, sorti en 2019.

## Synopsis
Hinako est une jeune étudiante enthousiaste et énergique venant de déménager dans une ville côtière pour ses études, mais surtout afin de pouvoir pratiquer sa passion, le surf. 
Un soir, des feux d'artifice lancés de manière illégale provoquent un incendie dans l'immeuble où elle vit. Hinako est sauvée par Minato, pompier dévoué, et les deux vont rapidement tomber amoureux et se mettre en couple. Ils coulent des jours heureux et ont des projets d'avenir, mais le jeune homme perd brutalement la vie en voulant sauver une personne en train de se noyer. Effondrée, Hinako vit mal la disparition de son amour jusqu'à que l'esprit de Minato réapparaisse.

## Fiche technique
- Titre : Ride Your Wave
- Titre original : きみと、波にのれたら (Kimi to, nami ni noretara?)
- Réalisation : Masaaki Yuasa
- Scénario : Reiko Yoshida
- Montage : Kiyoshi Hirose
- Musique : Michiru Oshima
- Producteurs : Eun Young Choi et Yuka Okayasu
- Sociétés de production : Science SARU et Fuji Television
- Pays d'origine :  Japon
- Langue originale : japonais
- Format : couleurs - 35 mm - 1,78:1
- Genre : animation, comédie
- Durée : 95 minutes[1]
- Dates de sortie :
  - France : 10 juin 2019 (Festival international du film d'animation d'Annecy 2019)[1], 1er septembre 2021 (sortie nationale)
  - Japon : 21 juin 2019[2]

## Distribution
- Ryōta Katayose (en) : Hinageshi Minato (voix)
- Rina Kawaei : Mukaimizu Hinako (voix)
- Honoka Matsumoto (ja) : Hinageshi Yôko (voix)
- Kentarō Itō (ja) : Kawamura Wasabi (voix)

## Accueil

### Critique
Charles Solomon, du Los Angeles Times, constate que Ride Your Wave comprend « les figures allongées caractéristiques de Yuasa, mais l’animation est plus soignée que dans ses films précédents. » Il ajoute : « [...] les cinéastes donnent à Hinako des faiblesses et des doutes ainsi que des forces et des talents. C'est un personnage plus complexe et pleinement réalisé que de nombreuses héroïnes dans les récents longs métrages américains. ». Solomon conclut que cette œuvre « confirme la place de Masaaki Yuasa parmi les réalisateurs les plus intéressants travaillant dans l'animation aujourd'hui. »
En France, le site Allociné recense une moyenne des critiques presse de 3,6/5. 

## Distinction

### Sélection
- Festival international du film d'animation d'Annecy 2019 : sélection en compétition